# Mr. ZIP
Mr. ZIP（非公式には「Zippy」）は、あらゆる郵便物にZIPコード（アメリカの郵便番号）を書き込むよう一般大衆に奨励する1960年代のアメリカ合衆国郵政省、後の1970年代のアメリカ合衆国郵便公社が用いたキャラクターである。

## Mr. ZIPの起源
アメリカ合衆国郵政省はMr.ZIPの起源を以下のように説明している。
Mr. ZIPは、ニューヨーク銀行のbank-by-mailキャンペーンにより、郵便集配員の息子で広告代理店の社員であるハワード・ウィルコックスが元々デザインしたものである。ウィルコックスのデザインは、手紙を配達しているポストマンを表している。その後数回デザインは変更された後、電話会社 AT&Tが権利を得て、郵政省が無料で利用できるようになった。胴体と手足・バッグを追加した郵政省の新しいMr. ZIPのデザインは、1962年10月に発表された。

## 郵便公社での使用

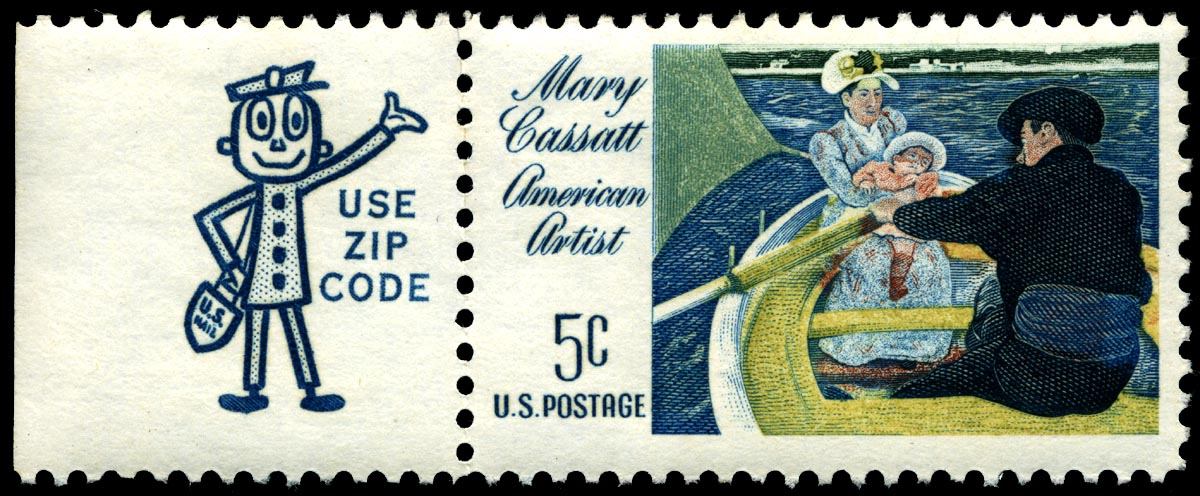
1966年のメアリー・カサット切手の耳紙に描かれたZippy

大量の手紙の集配送効率を高めるZIPコードを一般人に普及させるのに、郵政省は苦労していた。特に高年齢の郵便差出人にZIPコードを覚えさせるのは困難だった。そこでMr. ZIPの役割は、小さな子供達にZIPコードを覚えさせ、彼らが成長した後で常にZIPコードを使用することと、彼らの両親や祖父母に対してZIPコードの使用を奨励することを期待された。
Mr. ZIPは郵便配達人のイラストで、大きく見開いた目と時々手に持つこともある帽子が特徴である。髪はストレートだが、皮膚はややオレンジ色で人種は特定できない。手足は非常に細い。ZIPコードの利用促進のポスターで、彼はよく使用されていた。キャラクターは1970年代後期までに段階的に姿を消していった。しかし郵便公社はデザインの著作権は保持し続けた。その後、郵便公社のZIPコード検索ウェブサイトで復活したが、2012年2月のサイト構成変更により姿を消した。
Mr. ZIPは1964年1月10日に発行されたサム・ヒューストンを描いた5セント切手以後、1986年1月まで多くの切手シートの余白部分（耳紙）に登場し、また切手帳の内側の紙片（タブ）や表紙にも登場した。2013年にZIPコード導入50周年を記念し、Mr. ZIPが切手に再登場した。